# Колумбия (Миссури)
Колумбия (англ. Columbia, произн. kəˈlʌmbiə) — пятый по величине город штата Миссури, крупнейший из городов Среднего Миссури. Население города, по оценкам 2009 г., составляет 102 324 человека. Это главный муниципалитет «Большой Колумбии», региона с населением в 164 283 человека.
Город является административным центром округа Бун. В нём находится Университет Миссури. Свыше половины жителей Колумбии имеют степень бакалавра, и не менее четверти имеют полное высшее образование, включая более высокие академические степени, благодаря чему город занимает 13-е место в США по образованности своих жителей.
Территория города была заселена ещё в доколумбов период индейцами-«строителями курганов» Миссисипской культуры. В 1818 г. группа белых поселенцев, сотрудничавших с земельной компанией Смитон (Smithton Land Company), приобрела свыше 8 км² земли и основала посёлок Смитон, ныне — деловой центр Колумбии. В 1821 г. поселенцы переселились на новое место и переименовали свой посёлок в Колумбию (поэтическое наименование США). С основанием Университета Миссури в 1839 г. город стал центром образования и научных исследований. Позднее в городе были основаны ещё два крупных высших учебных заведения, Стивенс-колледж (в 1833 г.) и Коламбия-колледж (в 1851 г.).
Город расположен в долинах среди притоков реки Миссури и находится примерно на равном расстоянии от Сент-Луиса и Канзас-Сити. Колумбия никогда не была крупным промышленным центром, экономика города основывается на образовании, медицине, технологиях и страховых услугах, и неизменно занимает высокие места в рейтингах по качеству учебных заведений, здравоохранения, технологий, культурных возможностей и стоимости жизни.
Жители города называются «колумбийцами» (Columbians).

## Города-побратимы
- Кутаиси, Грузия
- Хакусан, Япония
- Сибиу, Румыния
- Сунчхон, Республика Корея
- Лаошань, Циндао, Китай